# Platypalpus decolor
Platypalpus decolor är en tvåvingeart som beskrevs av Axel Leonard Melander 1927. Platypalpus decolor ingår i släktet Platypalpus och familjen puckeldansflugor.
Artens utbredningsområde är Montana. Inga underarter finns listade i Catalogue of Life.